# Фуад II
Фуад II (араб. الملك فؤاد الثاني‎, род. 16 января 1952, Каир) — правитель, последний (3-й) король Египта и Судана (26 июля 1952 — 18 июня 1953). Сын и преемник Фарука I.

## Биография
Ахмед Фуад II унаследовал королевский престол будучи шестимесячным младенцем после отречения своего отца Фарука 26 июля 1952 года в ходе египетской революции. Фарук надеялся, что это успокоит революционеров и что его сын сможет стать объединяющей силой для страны. Вместо него правил регентский совет во главе с принцем Мухаммадом Абдель Монимом (мужем Фатьмы Неслишах Османоглу, внучки последнего османского султана Мехмеда VI). Ахмед Фуад II находился на троне менее года до 18 июня 1953 года, когда Египет был провозглашен республикой. Был последним монархом из династии Мухаммада Али, правившей страной с 1805 года. После этого малолетний Фуад присоединился к королевской семье в изгнании в Швейцарии.
Учился в частной школе Institut Le Rosey. Позже переехал в Париж, где женился и имел троих детей, прежде чем вернуться в район Женевского озера в Швейцарии после развода.
Президент Египта Анвар Садат позже восстановил египетское гражданство Фуаду II, благодаря чему он смог посетить Египет несколько раз.
Бывший король поддержал кандидатуру Абделя Фаттаха ас-Сиси на пост президента Египта в 2013 году.

## Семья и дети
16 апреля 1976 года в присутствии князя Ренье III и княгини Грейс Фуад женился во дворце принца Монако на француженке Доминик-Франс Лоэб-Пикар (род. 1948), дочери Давида-Робера Лоэба и Поль-Мадлен Пикар. Она перешла из иудаизма в ислам и получила титул «Королева Фадила Египетская». У пары трое детей. В 1996 году супруги развелись.
Их дети:
- Мухаммад Али, принц Саид (род. 5 февраля 1979), наследный принц. 30 августа 2013 года в Стамбуле женился на принцессе Ноаль Захир Шах, (род. 1978, Рим), дочери принца Мухаммада Дауда (род. 1949) и Фатимы Бугум, внучке последнего (5-го) короля Афганистана Захир-Шаха, 2 детей:
  - Принц Египта Фуад Захер Хассан (род. 12 января 2017 г)
  - Принцесса Египта Фарах-Нур (род. 12 января 2017 г)
- Принцесса Фавзия-Латифа Египетская[англ.] (род. 12 февраля 1982), с 2019 года замужем за Сильвеном Жаном-Батистом Александром Рено, инженером-электроником, 2 детей:
  - Наэль Фуад Жан (род. в начале июня 2019 года)
  - Дунья Нариман Адель (род. 3 февраля 2021 года)
- Принц Фахруддин Египетский (род. 25 августа 1987)